# Heinrich Andres
Heinrich Andres, född den 5 maj 1883 i Bengel, död den 11 augusti 1970 i Bonn, var en tysk lärare och botaniker, mest känd för sina studier av Rhendalens flora.
Auktorsnamnet Andres kan användas för Heinrich Andres i samband med ett vetenskapligt namn inom botaniken; se Wikipediaartiklar som länkar till auktorsnamnet.

## Publikationer
- 1906 Die Pirolaceen des rheinischen Schiefergebirges – Pirolaceer på höjderna kring Rhen.
- 1911 Flora von Eifel und Hunsrück – Flora för Eifel och Hunsrück.
- 1920 Flora des mittelrheinischen Berglandes und der eingeschlossenen Flusstäler, Flora för bergstrakterna kring mellersta Rhen och floddalen däromkring.
- 1925 Die Pflanzenwelt unserer Heimat: kurze Anleitung zum Bestimmen der höheren Pflanzen (Blütenpflanzen und Farne) – Vär hembygds flora: Kortfattad hjälp för artbestämning av högre växtordningar (kärlväxter och ormbunksväxter).

Andres har i dessa arbeten beskrivit följande arter:
- (Ericaceae)
  - Chimaphila monticola Andres & Andres
  - Chimaphila monticola Andres
  - Chimaphila monticola var. taiwaniana (Masam.) S.S.Ying
  - Chimaphila monticola subsp. taiwaniana (Masam.) H.Takahashi
  - Eremotropa Andres
  - Eremotropa sciaphila Andres
  - Moneses rhombifolia (Hayata) Andres
  - Monotropa australis Andres
  - Monotropa uniflora L. subsp. coccinea Andres
  - Monotropa uniflora L. var. variegata Andres
  - Monotropanthum Andres
  - Monotropanthum ampullaceum (Andres) Andres
  - Monotropastrum Andres
  - Monotropastrum ampullaceum Andres nom. inval.
  - Monotropastrum arisanarum Andres nom. inval.
  - Monotropastrum clarkei Andres
  - Monotropastrum globosum Andres ex Hara
  - Monotropastrum globosum Andres ex Hara var. baranovii (Chang & Chou) Y.C.Chu
  - Monotropastrum globosum Andres ex Hara f. roseum Honda
  - Monotropastrum macrocarpum Andres & Andres
  - Monotropastrum macrocarpum Andres nom. inval.
  - Monotropastrum pumilum Andres
  - Monotropastrum sciaphilum (Andres) G.D.Wallace
  - Pyrola ser. Ellipticae (Andres) Křísa
  - Pyrola alba Andres & Andres
  - Pyrola alba Andres
  - Pyrola alba Andres nomen.
  - Pyrola alpina Andres
  - Pyrola aphylla Sm. var. foliosa Andres
  - Pyrola aphylla Sm. f. ramosa Andres
  - Pyrola blanda Andres
  - Pyrola calliantha Andres
  - Pyrola canadensis Andres
  - Pyrola conardiana Andres
  - Pyrola cordata Andres
  - Pyrola coreana Andres
  - Pyrola decorata Andres
  - Pyrola elegantula Andres
  - Pyrola faurieana Andres
  - Pyrola forrestiana Andres
  - Pyrola gracilis Andres
  - Pyrola grandiflora Radius var. canadensis (Andres) A.E.Porsild
  - Pyrola grandiflora Radius var. canadensis (Andres) A.E.Porsild Porsild
  - Pyrola handeliana Andres
  - Pyrola mattfeldiana Andres
  - Pyrola nephrophylla Andres
  - Pyrola oreodoxa Andres
  - Pyrola paradoxa Andres
  - Pyrola picta Sm. var. chimoides Andres
  - Pyrola picta var. chimoides Andres
  - Pyrola picta Sm. subsp. dentata (Sm. ex Rees) Andres
  - Pyrola picta Sm. subsp. pallida Andres
  - Pyrola picta Sm. subsp. pallida (Greene) Andres
  - Pyrola picta var. sparsifolia Andres
  - Pyrola picta Sm. var. suksdorfii Andres
  - Pyrola rotundifolia subsp. grandiflora (Radius) Andres
  - Pyrola rotundifolia subsp. grandiflora Andres
  - Pyrola rotundifolia var. lutescens Andres
  - Pyrola rotundifolia var. rubescens Andres
  - Pyrola rugosa Andres
  - Pyrola septentrionalis Andres
  - Pyrola soldanellifolia Andres
  - Pyrola sororia Andres
  - Pyrola sumatrana Andres
  - Pyrola szechuanica Andres
  - Ramischia obtusata (Turcz.) Freyn var. borealis Andres
  - Ramischia secunda (L.) Garcke f. angustata Andres
  - Ramischia secunda (L.)Garcke var. dispersiflora (Norman) Andres
  - Ramischia secunda (L.) Garcke var. elatior (Lange) Andres
  - Ramischia secunda (L.) Garcke subsp. obtusata (Turcz.) Andres
  - Ramischia secunda (L.) Garcke var. pumila (Paine) Andres
  - Ramischia secunda (L.) Garcke f. serrata Andres
  - Ramischia truncata Andres
  - Wirtgenia Andres
  - Wirtgenia malayana (Scort.) Andres

## Eponymer
- Andresia på förslag 1967 av Hermann Otto Sleumer.
- (Ericaceae)
  - Pyrola andresii Křísa
  - Andresia malayana (Scort.) Sleumer